# Goddelijk Hart van Jezuskerk (Košice)
De Goddelijk Hart van Jezuskerk (Slowaaks: Kostol Božského Srdca Ježišovho) (voorheen: Kapel van het Goddelijk Hart van Jezus), is een kloosterkerk van de jezuïeten in de stad Košice (Slowakije).

## Ligging
Dit kleine rooms-katholieke bedehuis is gelegen in de oude binnenstad (Staré Mesto), in de Komenského-straat 14, ten noorden van de Hlávna ulica. Ze werd oorspronkelijk -in de jaren 1936-1937 - gebouwd als kapel. Pas in 2009 werd het gebouw als kerk gewijd.

## Inrichting

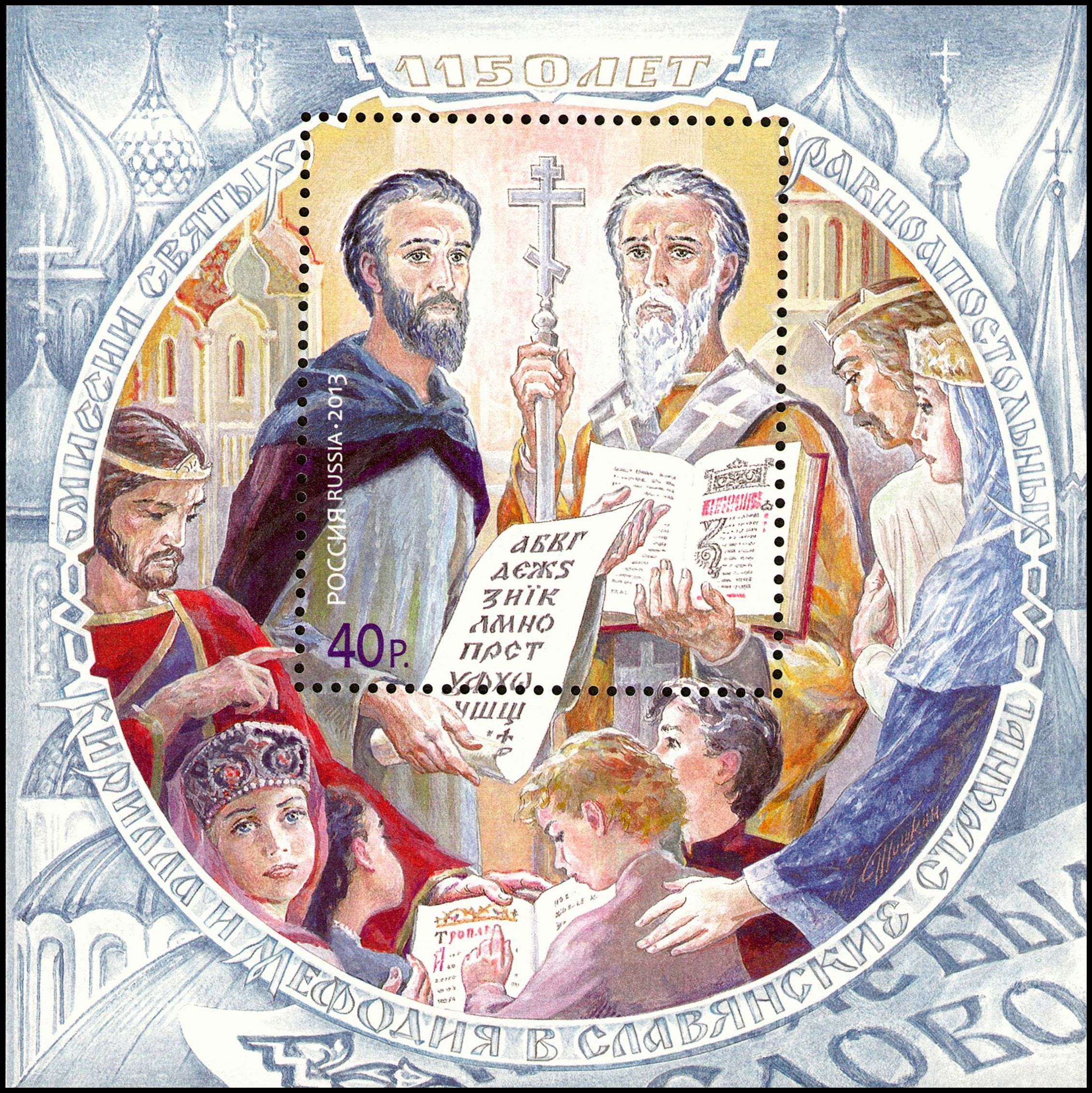
Cyrillus en Methodius

In het kerkje ziet men een aantal typische bronzen sculpturen, die alle een stilleven ("nature morte") voorstellen: takken, schors en bladeren.
Men treft er een amberkleurige standaard aan: een voetstuk met een rijk versierde stam waarop kleine kandelaars voorkomen, evenals een grote kandelaar voor de paaskaars.
Op de ambo ziet men een verwijzing naar Jezus Christus omdat op die plek het evangelie wordt gelezen.
Het kruisvormige tabernakel vertoont op de buitenkant een ruwe structuur die wederom takken met schors en bladeren symboliseert. 
Het altaar -vervaardigd uit witgrijze steen- is verfraaid met een bronzen reliëf en met een gelijkaardig stilleven als het overige meubilair.
De hoger beschreven sculpturen zijn het oeuvre van beeldhouwer Otmar Oliva (° 19 februari 1952) en meester-steenhouwer Peter Novák. Deze kunstenaars verwerkten in het bronzen reliëf van het altaar de verstrengeling van de Byzantijnse - en Romeinse ritus, door zowel in het glagolitisch alfabet, als in het latijns schrift, de eerste woorden uit het evangelie volgens Johannes af te beelden:
"In den beginne was het Woord."
Deze glagolitische schrijfwijze drukt een eerbetoon uit, aan de gebroeders Cyrillus en Methodius (9e eeuw).